# Tarātekān
Tarātekān (persiska: تراتكان) är en ort i Iran.   Den ligger i provinsen Hormozgan, i den sydöstra delen av landet, 1 300 km sydost om huvudstaden Teheran. Tarātekān ligger 35 meter över havet och antalet invånare är 180.
Terrängen runt Tarātekān är huvudsakligen platt, men norrut är den kuperad. Runt Tarātekān är det mycket glesbefolkat, med 7 invånare per kvadratkilometer. Närmaste större samhälle är Shemshī, 7,6 km söder om Tarātekān. Trakten runt Tarātekān är ofruktbar med lite eller ingen växtlighet.